# 甘蒂絲·伯根 (政治人物)
甘蒂絲·玛丽·伯根 PC（Candice Marie Bergen，1964年9月28日—），加拿大政治人物，2008年至2023年間担任曼尼托巴省眾議院波蒂奇-利斯加選區議員。她于2022年2月2日至9月10日担任聯邦保守黨臨時黨魁和官方反對黨領袖。
伯根曾于2016年至2020年担任哈珀政府社会发展国务部长、臨時黨魁安布絲和黨魁熙爾的众議院反對黨首席議員，以及在2020年9月至2022年2月则担任黨魁奥图尔的保守党副黨魁和反对党副领袖
2022年9月6日，她宣布不会参加下届联邦选举，并于2023年2月28日辞去了席位 ，接替她的選區补选于2023年6月19日举行，她的前竞选经理布兰登·莱斯利贏得了补选成為現任波蒂奇-利斯加選區議員。 

## 早年生活
伯根于1964年9月28日出生于曼尼托巴省莫登的一个门诺派家庭，并参加了五旬节教会。 她是八个兄弟姐妹中最小的一个。她的父亲是卖汽车零件，母亲是医院的清洁工。高中毕业后，伯根搬到了温尼伯和不列颠哥伦比亚省，但最终回到家乡莫登抚养孩子，并努力帮助丈夫读完大学。

## 政治生涯
伯根因对加拿大联邦政府感到不满而涉足政治，包括她认为浪费的开支。她开始为加拿大联盟当地的骑术协会做志愿者。2004年，她担任哈珀竞选保守党党魁的马尼托巴省竞选经理。
2008年10月14日，伯根以她当时已婚的名字甘蒂絲·霍普纳（Candice Hoeppner）当选为代表波蒂奇-利斯加選區参加2008年加拿大联邦选举。
2008年11月19日，伯根向下议院提出接受御座致辭（总督在新一届会议开始时概述政府议程的传统演讲）的动议。 2011年秋季，伯根有机会主持一个由议员组成的小组（每个公认政党各一名），以选举最高法院法官。伯根还是研究备受争议的 C-18 法案的立法委员会成员，该法案是一项综合法案，据称将给予西部粮农营销自由。一些农民声称该法案对其声称受益的粮农产生了负面影响。
伯根参与了几个特殊的议会团体。她是加拿大—日本议会间小组的行政官。除了担任许多其他议会团体的成员外，她还是加拿大—澳大利亚—新西兰议会友好小组的前主席。
2009年5月15日，伯根提出了C-391法案（《刑法和火器法修正案》），该法案将废除长枪登记。 2009年11月4日，C-391法案在下议院以164票对137票通过二读2010年9月22日，自由党提出终止C-391法案辩论的动议，以153票对151票通过，六名支持伯根法案的新民主党议员以及几名自由党议员改变了投票，足以确保该动议获得通过。

### 国会秘书兼内阁部长
2011年5月25日，伯根被任命为公共安全部长议会秘书。在担任议会秘书期间，伯根有机会与公共安全部长維克·托斯一起制定C-19法案（《终止长枪登记法案》），该法案于2012年4月5日正式成为法律。
2013年7月15日，伯根被任命为社会发展国务部长。

### 官方反對黨議員

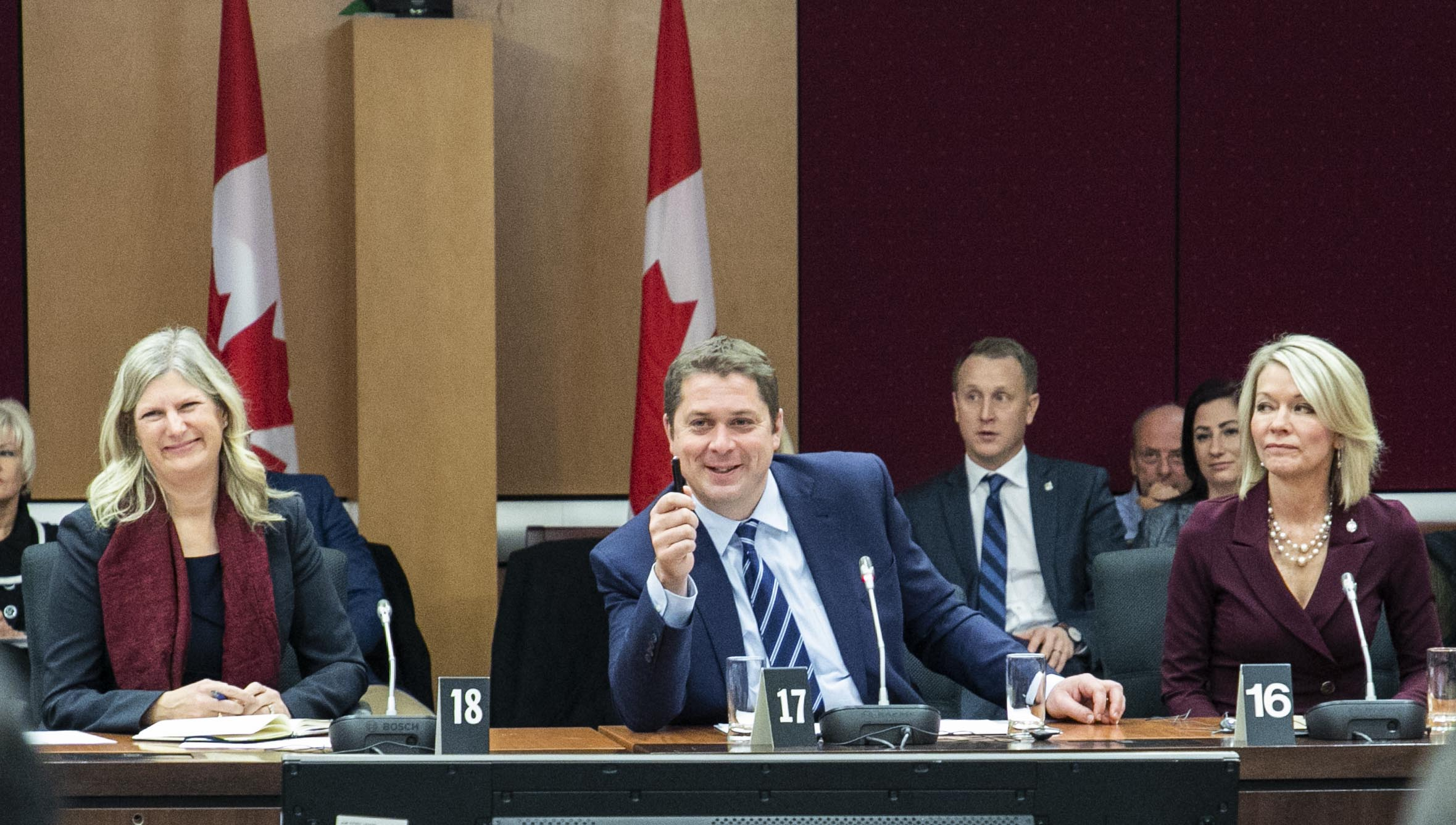
伯根（右）与時任副黨魁艾蕾娜和黨魁熙爾（2019年）

2015年大选后，保守党成为官方反对党，哈珀辞去保守党领袖，连任議員的伯根宣布将竞选臨時黨魁。安布絲被选中为臨時黨魁。 她于2015年11月20日至2016年9月15日担任自然资源評議員。2016年9月15日，伯根被临时保守党领袖安布絲任命为众議院反對黨首席議員。
她在2019年联邦大选中再次当选。她曾考虑参選2020年加拿大保守党党魁选举，接替黨魁時任熙爾，但由于法语不流利而决定不参選。2020年，她呼吁在加拿大重新设立宗教自由办公室，以解决巴基斯坦少数民族女孩被迫皈依宗教的问题。2020年9月，卑尔根被新黨魁奥图尔任命为保守党副黨魁和反对党副领袖。
2021年1月7日，一张未注明日期的伯根戴着迷彩MAGA帽子的照片开始在社交媒体上流传。作为回应，伯根谴责了2021年袭击美国国会大厦的事件，但并未否认照片中描绘的是她。 2022年2月2日，保守党议员根据改革法案以无记名投票方式进行投票，奥图尔被免去党魁职务，并立即生效。奥图尔被免职后，保守党议员于同一天进行了第二次投票，根据改革法案任命了临时党魁。伯根被保守党党團选举为保守党临时党魁，并成为官方反对党领袖。
2022年9月6日，她宣布不会参加下次联邦选举，并于2023年2月28日辞去了席位。2022年9月10日，博勵治在2022年加拿大保守党党魁选举中当选为新任党魁。2023年3月，伯根成为曼尼托巴进步保守党在2023年曼尼托巴大选的竞选联合主席。

## 个人生活
伯根于1986年与大卫·霍普纳（David Hoeppner）结婚，竞选时更名为坎迪斯·霍普纳（Candice Hoeppner）。他们育有三个孩子，截至2021年1月，还有两个孙子。2011年分居后，伯根于2012年9月17日在眾議院宣布，她将恢复使用本名。 2020年10月11日，卑尔根与温尼伯退休高中教师迈克尔·哈里斯结婚；伯根在社交媒体上分享了他们的婚礼照片，称她“嫁给了我的爱人和最好的朋友迈克尔”。